# Japanska kurika
Japanska kurika (Euonymus japonicus) je biljka iz roda kurika, porodice kurikovki (Celastraceae). Zimzelena je, a oblikom je grm ili drvo koje može narasti do 8 metara. U kulturama je znatno niže, do 2 metra. Cvjeta u lipnju i srpnju.

## Razmnožavanje
Razmnožva se sjemenom, reznicama ili položenicama. Sadnja se vrši ujesen ili u proljeće. Reznicom se razmnožava podkraj ljeta (kolovoz ili početak rujna) u pjeskovitom zemljištu i pod staklenim zvonom.

## Okoliš
Raste na različitim zemljištima, a otporna je na sušu. Mladi izbojci su osjetljivi na niske temperature, osobito u kontinentalnom djelu. Potrebno joj je mnogo svjetlosti i zalijevanja, ali ne preobilno. Lako podnosi orezivanje. Od napasnika, najčešće je napada štitasta uš (Chionaspis evonymi) i pepelnica.

## Podvrste
Nema nijedne priznate ni nepriznate podrvste, za sve je ustanovljeno da su sinonimi.

## Sinonimi
- Euonymus japonicus var. acutus Rehder
- Euonymus japonicus f. albomarginatus (T.Moore) Rehder
- Euonymus japonicus var. argenteovariegatus Regel
- Euonymus japonicus f. argenteovariegatus (Regel) Rehder
- Euonymus japonicus f. aureomarginatus (Rehder) Rehder
- Euonymus japonicus var. aureomarginatus Rehder
- Euonymus japonicus f. aureovariegatus (Regel) Rehder
- Euonymus japonicus var. aureovariegatus Regel
- Euonymus japonicus var. carrierei (Vauvel) G.Nicholson & Mottet
- Euonymus japonicus var. chinensis Pamp.
- Euonymus japonicus var. gracilis (Siebold) Regel
- Euonymus japonicus var. litoralis Konta & S.Matsumoto
- Euonymus japonicus var. longifolius Nakai
- Euonymus japonicus f. macrophyllus (Regel) Beissn.
- Euonymus japonicus var. macrophyllus Regel
- Euonymus japonicus var. microphyllus H.Jaeger
- Euonymus japonicus f. microphyllus (H.Jaeger) Beissn.
- Euonymus japonicus var. radicans Miq.
- Euonymus japonicus var. radicifer Nakai
- Euonymus japonicus var. reticulatus Regel
- Euonymus japonicus var. rugosus Nakai
- Euonymus japonicus f. rugosus (Nakai) H.Hara
- Euonymus japonicus var. subinteger Sugim.
- Euonymus japonicus var. viridivariegatus Rehder
- Euonymus japonicus f. viridivariegatus (Rehder) Rehder
- Masakia japonica (Thunb.) Nakai
- Pragmotessara japonica Pierre

## Cvatnja i plodovi
Cvate od srpnja do kolovoza. Plodovi su crvene boje, sazrijevaju u kasnu jesen, a nekad i početkom zime. Biljci daju efektan izgled.
Koristi se za stvaranje živica, no pogodna je za uzgoj i u velikim loncima.

## Vanjske poveznice
- Japanska kurika - Euonymus
- Šarenolisna podvrsta japanske kurike